# مارکوس نونیز
مارکوس نونیز (انگلیسی: Marcos Nunes؛ زادهٔ ۳ ژوئیهٔ ۱۹۹۲) بازیکن فوتبال اهل کانادا است.